# Amelie Breling

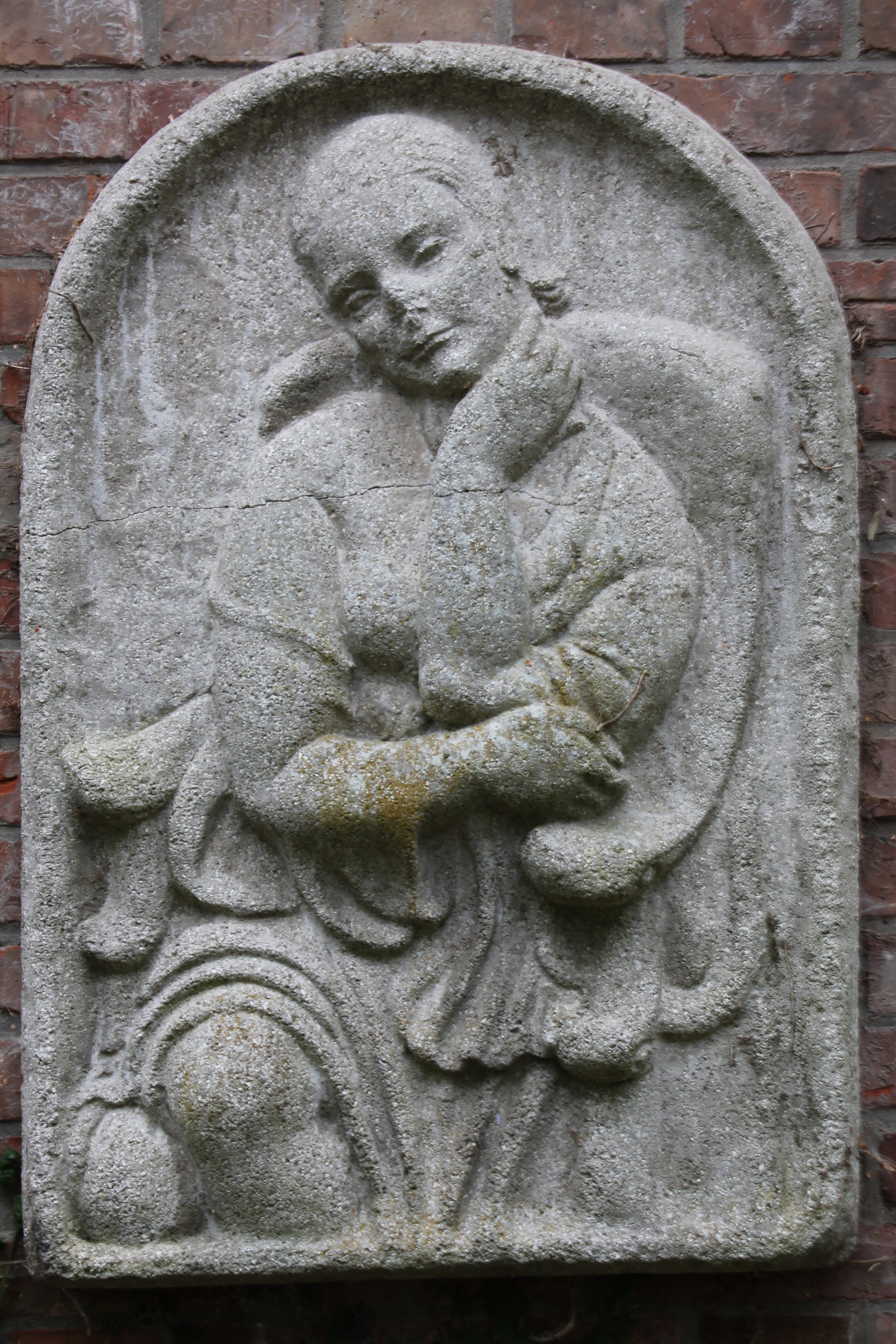
Amelie Breling, Relief (Modell Olga Breling), um 1920

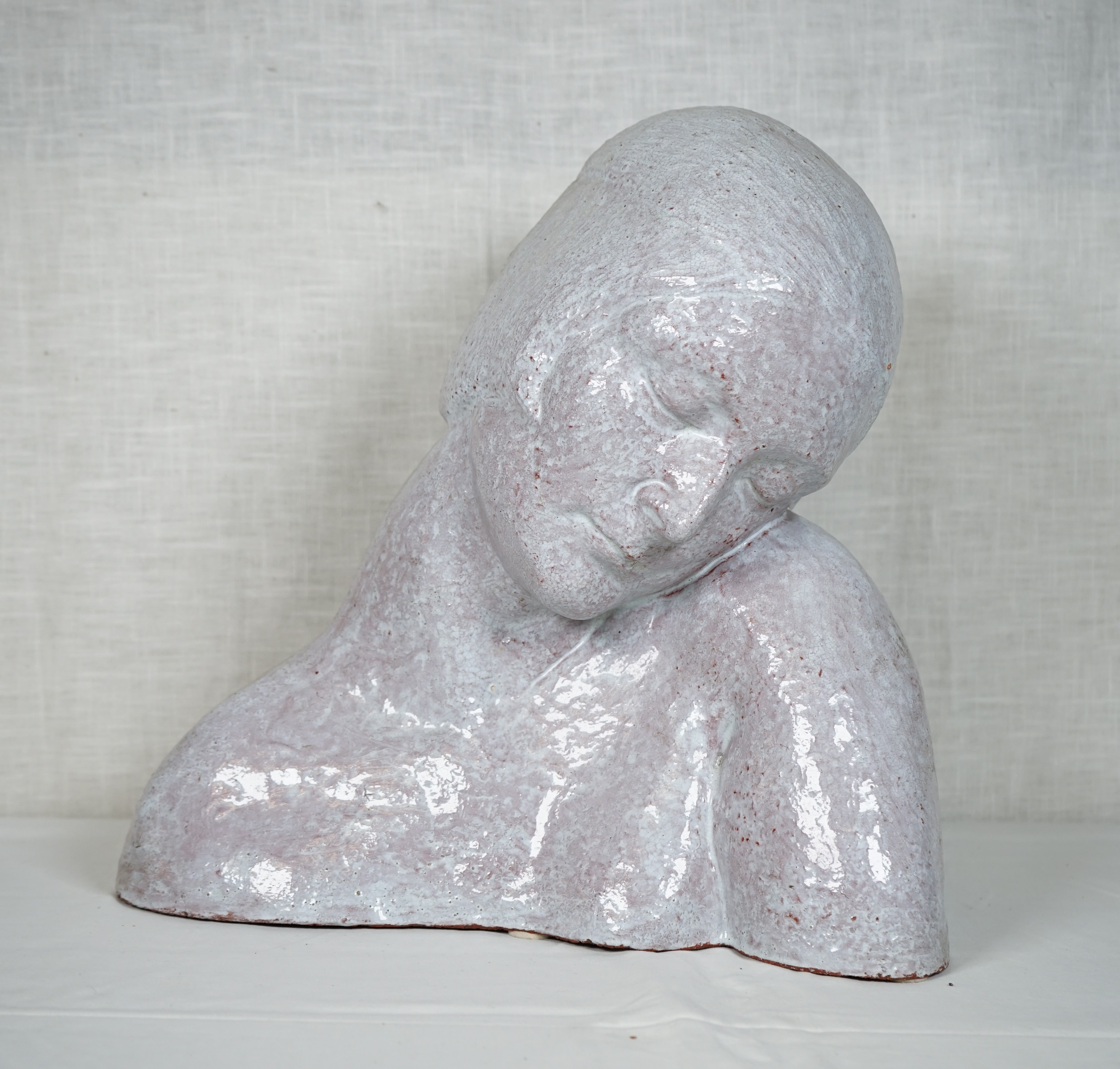
Amelie Breling, Olga Breling mit Tanzfrisur, 1920

Amelie Breling (* 11. November 1876 in München; † 27. März 1965 in Fischerhude) war eine norddeutsche Keramikerin, Bildhauerin und Malerin.

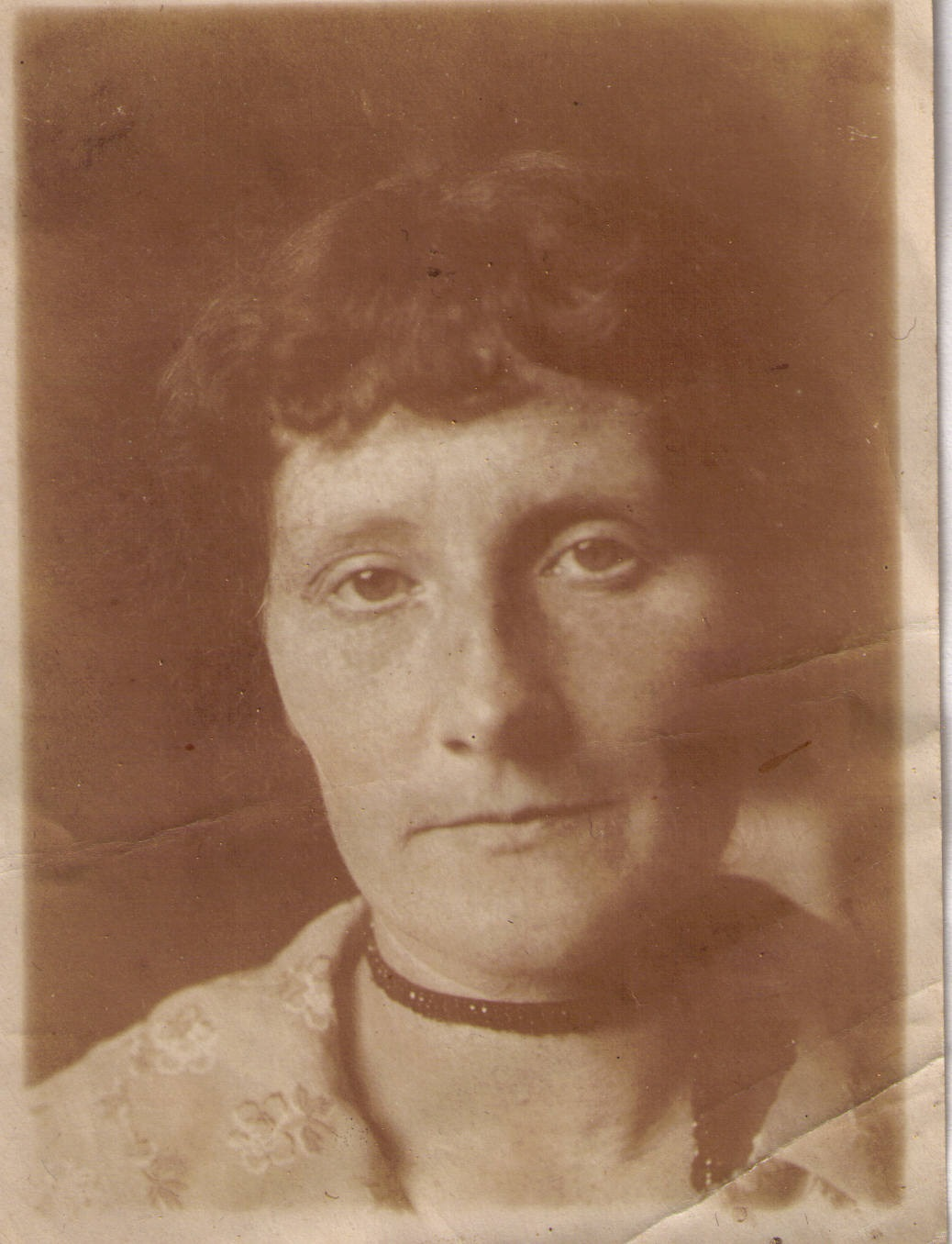
Amelie Breling, 1915

## Leben
Amelie Breling war die älteste Tochter des Malers Heinrich Breling; zu ihren fünf Geschwistern zählen Louise Modersohn-Breling und Olga Bontjes van Beek. Ihre Kindheit verbrachte sie in München, 1892 zog sie mit ihrer Familie nach Hannover; dort lebte sie, unterbrochen von Aufenthalten in Fischerhude, bis 1905. In jenem Jahr begann sie ein Studium der Malerei bei Franz Skarbina, dem Mitbegründer der Berliner Sezession, in der auch Amelie Breling ausstellte. 1909/1910 arbeitete sie bei Max Laeuger in Kandern, der für seine zukunftsweisenden Glasuren auf Majolika bekannt war und damit die künstlerische Entwicklung Brelings nachhaltig prägte. 
1910 nach Fischerhude zurückgekehrt, begegnete sie Bernhard Hoetger, einem Freund ihres Vaters, mit dem sie bis zum Beginn des I. Weltkrieges immer wieder zusammenarbeitete. Die gegenseitigen Anregungen, sich mit keramischen Arbeiten zu beschäftigen, folgten bei Breling zum Entstehen der für ihr Werk typischen Kleinplastiken bäuerlicher Figuren. Um 1913 arbeitete Hoetger mit seiner Schülerin Emy Roeder und Amelie Breling in Fischerhude an den Skulpturen für die Ausstattung des Platanenhains der Darmstädter Künstlerkolonie Mathildenhöhe. Die Kriegsjahre unterbrachen weitgehend Brelings künstlerische Tätigkeit. 
Um 1920 begann ihre Zusammenarbeit mit Jan Bontjes van Beek, der in diesem Jahr ihre jüngste Schwester Olga Breling geheiratet hatte und durch Amelie Breling auf seinen Lebensweg als international beachteter Keramiker gebracht wurde. Beide gründeten 1920 die „Fischerhuder Kunst-Keramik“ (FKK), eine Werkstatt, die ab 1923 mit technischem, künstlerischem und wirtschaftlichem Erfolg agierte. Nachdem Bontjes van Beek 1932 Fischerhude und seine Familie verlassen hatte, führte Amelie Breling die Werkstatt fort. Sie widmete sich in der Zeit des Nationalsozialismus verstärkt religiösen Bildwerken und Reliefs. Eine in der Nachkriegszeit mit Olga Breling betriebene, zunächst vielversprechend beginnende Produktion kunsthandwerklicher Produkte aus Majolika musste 1951 schließen.

## Werke
Der größere Teil des Lebenswerkes von Amelie Breling befindet sich in Privatbesitz. Öffentlich zugänglich sind:
- Auferstehung. St.-Margarethenkirche, Schönberg (Niederbayern),
- Erzengel Michael, Liebfrauenkirche (Fischerhude),
- Erzengel Michael, Pfarrkirche Grattersdorf
- Kleinplastiken im Rilke-Café Fischerhude und im Schaumagazin des Bremer Focke-Museums.